# Iris Baumgardt
Iris Baumgardt ist eine deutsche Erziehungswissenschaftlerin und Hochschullehrerin.

## Leben
Nach dem Doppelstudium (Grundschullehramt und Politikwissenschaft: 1993–1998) an der FU Berlin erwarb sie 1998 das Diplom-Sozialwissenschaftlerin (FU Berlin), 1998 das erste Staatsexamen (FU Berlin) und 2001 das zweite Staatsexamen (Berlin). Nach der Promotion 2012 an der Universität Oldenburg bei Astrid Kaiser war sie von 2015 bis 2017 Professorin „Schul- und Unterrichtsentwicklung in der Grundschule“ an der Universität Siegen und von 2017 bis 2021 Professorin „Didaktik des Sachunterrichts“ an der Universität Vechta. Seit 2021 ist sie Professorin für Grundschulpädagogik Sachunterricht, Gesellschaftswissenschaftlicher Schwerpunkt an der Universität Potsdam.
Ihre Arbeits- und Forschungsgebiete sind politische Bildung in der Grundschule, Berufsorientierung in der Grundschule und qualitative Forschung mit Kindern.

## Schriften (Auswahl)
- Der Beruf in den Vorstellungen von Grundschulkindern. Baltmannsweiler 2012, ISBN 978-3-8340-1065-0.
- Hrsg.: Forschen, Lehren und Lernen in der Lehrerausbildung. Fachdidaktische Beiträge aus der universitäten Praxis. Baltmannsweiler 2014, ISBN 3-8340-1342-0.